# Musikjahr 1725
Liste der Musikjahre

◄◄ | ◄ | 1721 | 1722 | 1723 | 1724 | Musikjahr 1725 | 1726 | 1727 | 1728 | 1729 | ► | ►►

Weitere Ereignisse
Dieser Artikel behandelt das Musikjahr 1725.

## Ereignisse

### Johann Sebastian Bach
- Johann Sebastian Bach ist seit dem 30. Mai 1723 Thomaskantor und Musikdirektor der Stadt Leipzig.
- Den Titel eines Fürstlich-Köthenischen Kapellmeisters darf Bach trotz seines Weggangs aus Köthen weiter führen. Er liefert noch bis zum Tod von Fürst Leopold von Anhalt-Köthen (1728) Musik zu den Festtagen des Fürstenhauses.
- Wahrscheinlich Anfang 1725 begegnet Bach dem Textdichter Christian Friedrich Henrici alias Picander zum ersten Mal, der ihm den Text für die 1727 uraufgeführte Matthäuspassion liefern wird.
- 01. Januar: Uraufführung der Bach-Kantate Jesu, nun sei gepreiset (BWV 41).
- 06. Januar: Johann Sebastian Bach führt die auf dem Choral von Ahasverus Fritsch basierende Kirchenkantate Liebster Immanuel, Herzog der Frommen (BWV 123) erstmals auf.
- 07. Januar: Die Kirchenkantate Meinen Jesum laß ich nicht (BWV 124) wird zum ersten Mal aufgeführt.
- 14. Januar: Uraufführung der Bach-Kantate Ach Gott, wie manches Herzeleid (BWV 3).
- 21. Januar: Uraufführung der Bach-Kantate Was mein Gott will, das g'scheh allzeit (BWV 111).
- 28. Januar: Uraufführung der Bach-Kantate Ich hab in Gottes Herz und Sinn (BWV 92).
- 02. Februar: Uraufführung der Bach-Kantate Mit Fried und Freud ich fahr dahin (BWV 125).
- 04. Februar: Uraufführung der Bach-Kantate Erhalt uns, Herr, bei deinem Wort (BWV 126).
- 11. Februar: Uraufführung der Bach-Kantate Herr Jesu Christ, wahr' Mensch und Gott (BWV 127).
- 12. Februar: Anlässlich der Hochzeit des Proviant- u. Floß-Verwalters Christoph Friedrich Lösner und Johanna Elisabeth Scherling führt Johann Sebastian Bach erstmals seine Kantate Sein Segen fließt daher wie ein Strom (BWV Anh. 14) auf.
- 23. Februar: Uraufführung der Bach-Kantate Entfliehet, verschwindet, entweichet, ihr Sorgen (BWV 249a).
- 25. März: An Palmsonntag erfolgt die Uraufführung von Bachs Kirchenkantate Wie schön leuchtet der Morgenstern (BWV 1).
- 30. März: Bachs Johannes-Passion (BWV 245) wird einschließlich der Arien Himmel reiße, Welt erhebe (BWV 245a), Zerschmettert mich (BWV 245b) und Ach, windet euch nicht so (BWV 245c) erneut in der Thomaskirche in Leipzig aufgeführt.
- 01. April: Johann Sebastian Bachs Oster-Oratorium (BWV 249) hat Uraufführung.
- 02. April: Uraufführung der Osterkantate Bleib bei uns, denn es will Abend werden (BWV 6).
- 08. April: Uraufführung der Bach-Kantate Am Abend aber desselbigen Sabbats (BWV 42).
- 15. April: Uraufführung der Bach-Kantate Ich bin ein guter Hirt (BWV 85).
- 22. April: Uraufführung der Bach-Kantate Ihr werdet weinen und heulen (BWV 103).
- 29. April: Uraufführung der Bach-Kantate Es ist euch gut, dass ich hingehe (BWV 108).
- 06. Mai: Uraufführung der Bach-Kantate Bisher habt ihr nichts gebeten in meinem Namen (BWV 87).

Seite aus dem zweiten Notenbüchlein Notenbüchlein der Anna Magdalena Bach (1725), Nr. 1: J. S. Bach, Partita a-moll BWV 827, S. 2

- 10. Mai: Johann Sebastian Bachs Kirchenkantate Auf Christi Himmelfahrt allein (BWV 128) wird in seinem zweiten Amtsjahr in Leipzig uraufgeführt. Der Text stammt von Christiana Mariana von Ziegler.
- 13. Mai: Uraufführung der Bach-Kantate Sie werden euch in den Bann tun (BWV 183).
- 20. Mai: Uraufführung der Bach-Kantate Wer mich liebet, der wird mein Wort halten (BWV 74).
- 21. Mai: Uraufführung der Bach-Kantate Also hat Gott die Welt geliebt (BWV 68).
- 22. Mai: Uraufführung der Bach-Kantate Er rufet seinen Schafen mit Namen (BWV 175).
- 27. Mai: Uraufführung der Bach-Kantate Es ist ein trotzig und verzagt Ding (BWV 176).
- 29. Juli: Uraufführung der Bach-Kantate Tue Rechnung! Donnerwort (BWV 168).
- 03. August: Die weltliche Kantate Zerreißet, zersprenget, zertrümmert die Gruft (BWV 205) wird uraufgeführt. Der Text der Kantate stammt von Christian Friedrich Henrici, genannt Picander. Die Kantate ist eine Auftragsarbeit von Leipziger Studenten für den äußerst beliebten Universitätsprofessor August Friedrich Müller.
- 19. August: Die Kantate Lobe den Herren, den mächtigen König der Ehren (BWV 137) wird uraufgeführt.
- 26. August: Uraufführung der Bach-Kantate Ihr, die ihr euch von Christo nennet (BWV 164).
- 27. August: Die Uraufführung der Kantate Wünschet Jerusalem Glück (BWV Anh. 4) findet anlässlich des Ratswechsels statt. Der Text stammt von Christian Friedrich Henrici (auch Picander genannt).
- 31. Oktober: Uraufführung der Bach-Kantate Gott, der Herr, ist Sonn und Schild (BWV 79).
- 30. November: Uraufführung der weltlichen Kantate Steigt freudig in die Luft (BWV 36a) in Köthen.
- 25. Dezember: Uraufführung der Bach-Kantate Unser Mund sei voll Lachens (BWV 110).
- 26. Dezember: Uraufführung der Bach-Kantate Selig ist der Mann (BWV 57).
- 27. Dezember: Uraufführung der Bach-Kantate Süßer Trost, mein Jesus kömmt (BWV 151).
- 30. Dezember: Uraufführung der Bach-Kantate Gottlob! nun geht das Jahr zu Ende (BWV 28).
- Johann Sebastian Bach wird zum zehnten Mal Vater. Das dritte gemeinsame Kind mit seiner zweiten Frau Anna Magdalena Bach, Christian Gottlieb Bach (1725–1728), wird geboren.
- Johann Sebastian Bach und seine Frau stellen das zweite Notenbüchlein für Anna Magdalena Bach zusammen.

### Georg Friedrich Händel
- Georg Friedrich Händel ist in London als musikalischer Direktor der Royal Academy of Music, eines Opernunternehmens auf Subskriptionsbasis am King’s Theatre, tätig. Er wohnt seit Juli/August 1723 in London in der 25 Brook Street und bewohnt hier bis zu seinem Tod im Jahr 1759 zwei Stockwerke. Nahezu alle Werke, die seit 1723 entstehen, werden in diesem Haus komponiert. Auch die Vorbereitungen der Aufführungen finden oft im Händelschen Dining Room statt.
- 13. Februar: Das Dramma per musica Rodelinda von Händel wird mit großem Erfolg von der Royal Academy of Music am King’s Theatre am Londoner Haymarket uraufgeführt. Das Libretto stammt von Nicola Francesco Haym nach einem von Antonio Salvi bearbeiteten Theaterstück von Pierre Corneille.

### Alessandro Scarlatti
- Alessandro Scarlatti verbringt seinen Lebensabend in Neapel. Wenige Monate vor seinem Tod begegnet er dem deutschen Flötisten und Komponisten Johann Joachim Quantz und gibt Johann Adolph Hasse Kompositionsunterricht. Er stirbt am 24. Oktober 1725.

### Domenico Scarlatti
- Domenico Scarlatti ist seit 1719 in Lissabon Musiklehrer und Hofkapellmeister am Hofe des frommen und verschwendungssüchtigen Königs Johann V. Scarlatti hat hier vor allem geistliche Vokalwerke zu liefern und schreibt auch einige weltliche Serenatas. Er unterrichtet außerdem den jüngeren Bruder des Königs Dom António (1695–1757) und die an Asthma leidende portugiesische Prinzessin Maria Bárbara de Bragança am Cembalo, die sich als hochbegabte Musikliebhaberin erweist.
- Während seiner portugiesischen Zeit unternimmt Scarlatti drei Reisen nach Italien, die erste 1724 und die zweite 1725 kurz vor dem Tode seines Vaters. Bei seiner zweiten Reise lernt er Johann Joachim Quantz und Johann Adolph Hasse kennen.

### Georg Philipp Telemann
- Georg Philipp Telemann ist seit 1721 Cantor Johannei und Director Musices der Stadt Hamburg, eines der angesehensten musikalischen Ämter Deutschlands. In diesem Amt verpflichtet sich Telemann zur Komposition von zwei Kantaten wöchentlich und einer Passion pro Jahr, in späteren Jahren greift er allerdings bei seinen Kantaten auf frühere Werke zurück. Daneben komponiert er zahlreiche Musiken für private und öffentliche Anlässe, etwa für Gedenktage und Hochzeiten. Außerdem hat er im Vorjahr für ein Jahresgehalt von 300 Talern auch die Leitung der Hamburgischen Oper am Gänsemarkt übernommen, baut das bereits 1660 von Matthias Weckmann gegründete, aber mittlerweile nicht mehr konzertierende Collegium musicum neu auf und übernimmt zusätzlich eine Stelle als Kapellmeister von Haus aus für den Hof des Markgrafen von Bayreuth. Dorthin liefert er von Zeit zu Zeit Instrumentalmusik sowie eine Oper jährlich.
- Um den Anforderungen der sehr zahlreichen kleineren Kirchen sowie den Lehrzwecken für den Hausgebrauch gerecht zu werden, veröffentlicht Telemann auch Kantatensammlungen in kammermusikalischer Besetzung, wie Der harmonische Gottesdienst (1725–26). Eine Fortsetzung hiervon wird 1731–32 erscheinen.
- Auch in seiner neuen Heimatstadt lässt Telemann die Verbindungen nach Thüringen nicht abreißen. Er dient dem Herzog von Sachsen-Eisenach ab 1725 als Agent und berichtet dem Eisenacher Hof über Neuigkeiten aus Hamburg. Erst 1730 wird er diese Stelle an den Arzt Christian Ernst Endter abgeben.
- 27. September: Das musikalische Lustspiel Pimpinone oder Die ungleiche Heirat von Telemann wird gleichzeitig mit einer deutschen Bearbeitung von Händels Tamerlano am Theater am Gänsemarkt in Hamburg uraufgeführt. Das Libretto stammt von Johann Philipp Praetorius nach einer Vorlage von Pietro Pariati. Das Werk weckt Begeisterung beim Publikum und wird Telemanns größter Bühnenerfolg.

### Antonio Vivaldi
- Antonio Vivaldi ist seit 1718 in Mantua tätig, wo er in Diensten von Prinz Philipp von Hessen-Darmstadt hauptsächlich als Intendant und Opernkomponist arbeitet.
- Vivaldi veröffentlicht die Violinkonzerte Die vier Jahreszeiten als Teil seiner Sammlung op. 8 unter dem Titel Il cimento dell’armonia e dell’inventione (Das Wagnis von Harmonie und Erfindung).

### Weitere biografische Ereignisse
- Girolamo Abos geht nach Neapel.
- Willem de Fesch, der zwischen 1710 und 1725 in Amsterdam u. a. an der Stadsschouwburg tätig war, übernimmt das Kapellmeisteramt an der Liebfrauenkathedrale in Antwerpen von Alphonse d’Ève. Dieses Amt wird er bis 1731 ausüben.
- Johann Adolph Hasse, der von 1722 bis 1725 nach Italien gereist ist und in Neapel Komposition bei Nicola Antonio Porpora und Alessandro Scarlatti studiert hat, führt im September 1725 auf dem Landsitz von Carlo Carmignano, dem königlichen Rat am Hof von Neapel, seine Serenata Marc’Antonio e Cleopatra auf, in der Vittoria Tesi und Farinelli singen.
- Der neunzehnjährige Giovanni Battista Martini wird zum Kapellmeister der Franziskanerkirche in Bologna ernannt, wo er mit seinen Kompositionen die Aufmerksamkeit auf sich zieht. Er begründet eine Musikschule, das Liceo Musicale di Bologna, das nach seinem Tod von seinem Schüler Stanislao Mattei bis ins 19. Jahrhundert fortgeführt wird und viele namhafte Künstler Italiens und des Auslands ausgebildet.
- Giovanni Battista Pergolesi studiert am Conservatorio dei Poveri di Gesù Cristo in Neapel. Seine wichtigsten Lehrer sind dort Gaetano Greco und Francesco Durante.
- Nicola Antonio Porpora tritt als Leiter des Ospedale degli Incurabili in Venedig wieder eine offizielle Stellung an. Sein bis dahin eher sporadisches Opernschaffen mündet nun in eine lange Reihe in rascher Folge entstandener Werke mit vielen Arien speziell für Kastratenstimmen, die an allen wichtigen Bühnen Italiens aufgeführt werden.
- In London wirkt Senesino in folgenden Opernproduktionen mit:
  - Spielzeit 1724–1725
    - Tamerlano von Georg Friedrich Händel (31. Oktober 1725) – als Andronico
    - Giulio Cesare in Egitto von Georg Friedrich Händel (Wiederaufnahme, 2. Januar 1725) – in der Titelrolle des Giulio Cesare
    - Artaserse von Attilio Ariosti (21. Dezember 1724) – Rolle unklar
    - Rodelinda von Georg Friedrich Händel (13. Februar 1725) – als Bertarido
    - Dario von Attilio Ariosti (10. April 1725)?
    - L’Elpidia, ovvero Li rivali generosi (Pasticcio, Musik größtenteils von Leonardo Vinci, 11. Mai 1725) – als Olindo
- Leonardo Vinci wird nach dem Tod von Alessandro Scarlatti dessen Nachfolger als Pro-Vicemaestro der Königlichen Hofkapelle in Neapel. Sein Ruhm ist inzwischen weit über Italien hinausgedrungen. So führt in diesem Jahr Georg Friedrich Händel in London ein Pasticcio auf, das er aus Arien Vincis zusammenstellt.
- Johann Joseph Fux veröffentlicht sein berühmtes Kontrapunkt-Lehrwerk Gradus ad Parnassum. Das auf Latein verfasste Werk wird 1742 von Lorenz Christoph Mizler, einem Schüler Bachs, ins Deutsche übersetzt. Es wird maßgeblich die Wiener Schule beeinflussen und dient bis ins 20. Jahrhundert hinein als Lehrbuch des Kontrapunkts.
- Benjamin Schmolck veröffentlicht das Neujahrslied Jesus Nahme zum Neuen Jahre.

### Gründungen
- 17. März: In Paris wird erstmals eine öffentliche Konzertveranstaltung, das Concert spirituel durchgeführt. Auf dem Programm des ersten Konzerts steht ein Concerto grosso von Arcangelo Corelli und zwei Motetten von Michel-Richard Delalande. Die Konzerte finden im Konzertsaal (Salle des Cent-Suisses) des Tuilerienpalastes statt, einem Saal von 17 m Breite, 19 m Länge und einer Höhe von neun Metern, in dem bis zu 100 Musiker und 1.800 Zuhörer Platz finden. Das Concert spirituel wird bis 1791 zur dauerhaften Einrichtung und wegweisend für den Musikgeschmack im Frankreich des 18. Jahrhunderts. Vor dem Entstehen der Concerts spirituels war es in Paris schwierig, öffentliche Konzerte zu organisieren, wegen eines Privilegs, welches die königliche Musikakademie (Académie royale de musique) hat. Die neue Konzertreihe wird durch den Komponisten und Oboisten Anne Danican Philidor (1681–1728, Bruder von François-André Danican Philidor) der königlichen Kapelle ins Leben gerufen, der die Erlaubnis hierzu von König Louis XV. und von der Akademie unter folgenden Bedingungen erhalten hat: Die Konzerte dürfen nur an Tagen, an denen die Oper wegen katholischer Feiertage nicht spielt, abgehalten werden, dies sind etwa 30 Tage im Jahr. Außerdem ist der königlichen Musikakademie eine erhebliche Geldsumme zu entrichten.

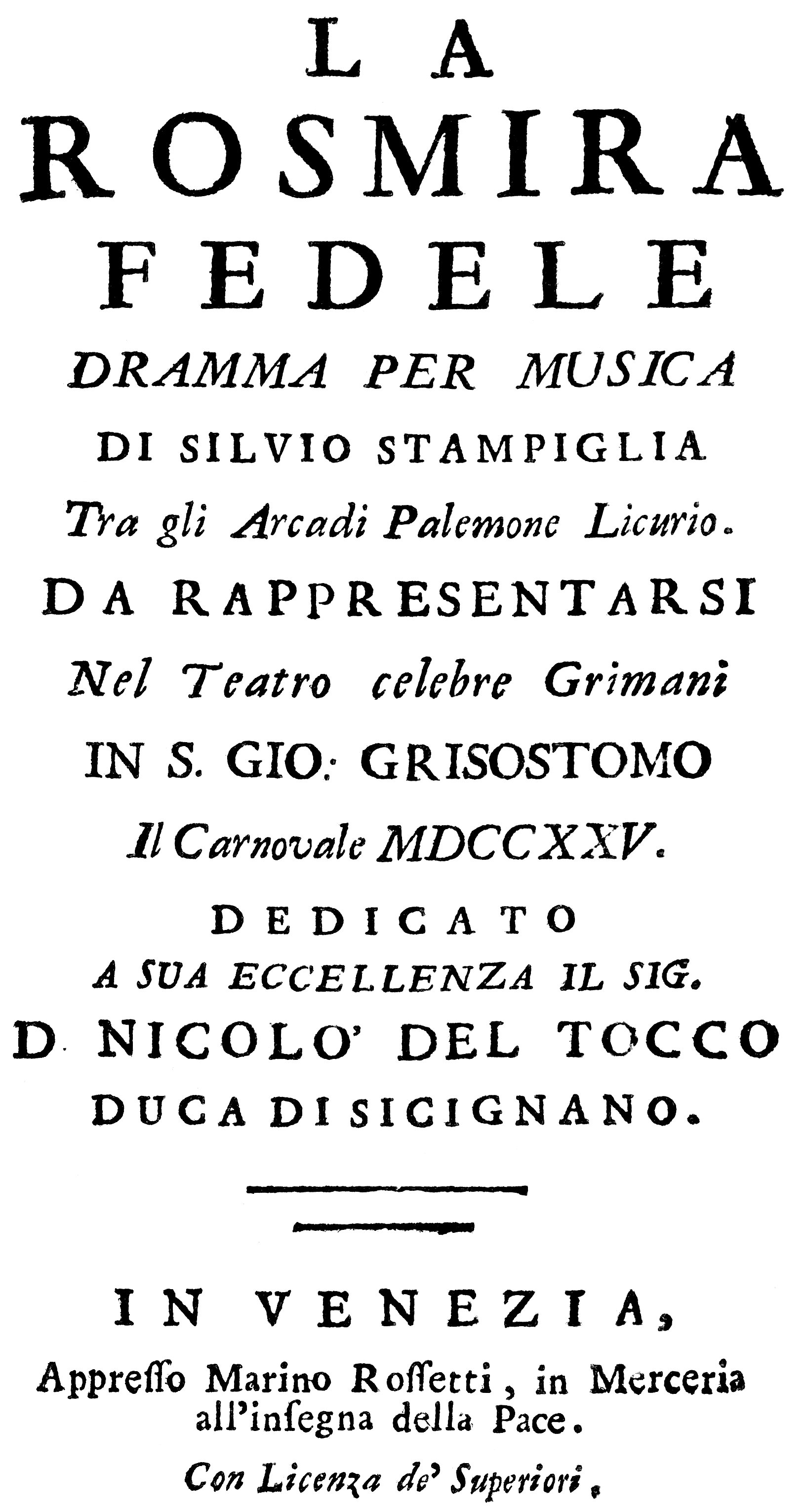
Leonardo Vinci – La Rosmira fedele – Titelseite des Librettos – Venedig 1725

### Uraufführungen

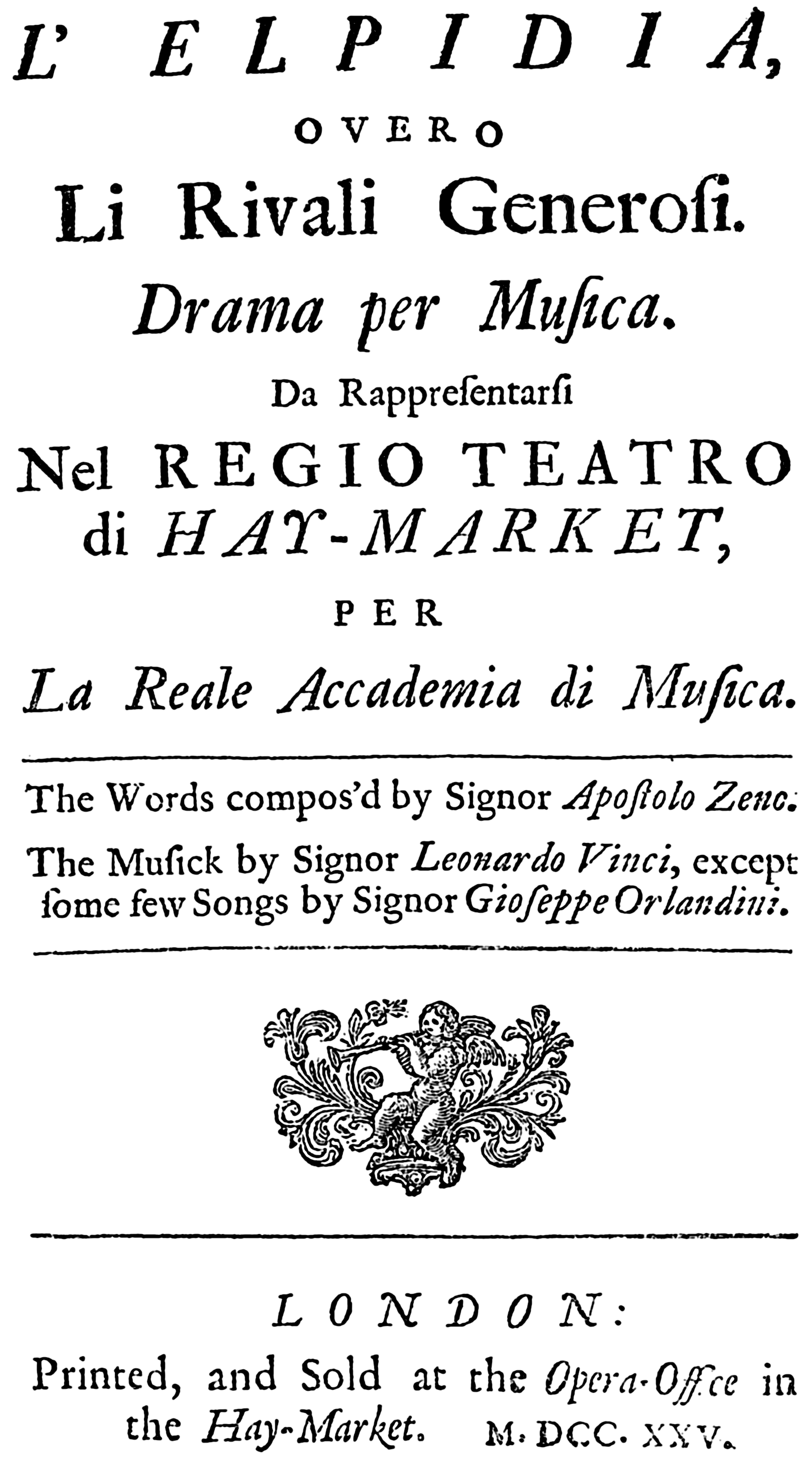
Georg Friedrich Händel – L’Elpidia, ovvero Li rivali generosi – Titelseite des Librettos – London 1725

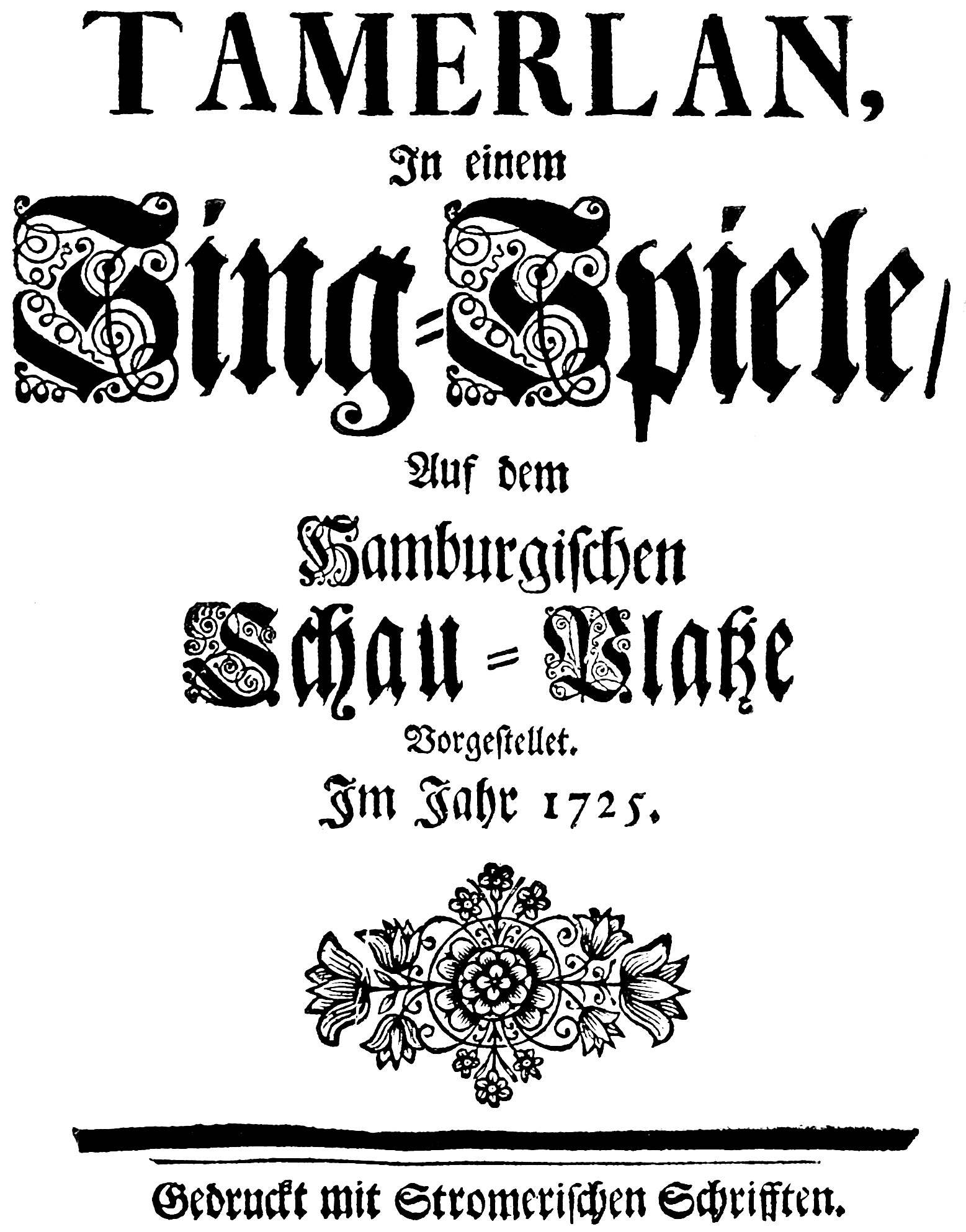
Georg Friedrich Händel – Tamerlan – Titelseite des Librettos – Hamburg 1725

#### Bühnenwerke

##### Oper
- 20. Januar: Die Uraufführung der Oper Berenice von Giuseppe Maria Orlandini auf das Libretto von Benedetto Pasqualigo nach Jean Racine wird im Teatro San Giovanni Grisostomo in Venedig uraufgeführt. Drei Arien der Oper werden in Georg Friedrich Händels Pasticcio L’Elpidia, ovvero Li rivali generosi verwendet.
- 31. Januar: Das Dramma per musica in drei Akten La Rosmira fedele von Leonardo Vinci (Musik) mit einem Libretto von Silvio Stampiglia wird im Teatro San Giovanni Grisostomo in Venedig uraufgeführt.
- 07. Februar: Die Uraufführung des Singspiels in drei Akten mit Prolog und Epilog Bretislaus, oder Die siegende Beständigkeit von Reinhard Keiser erfolgt am Theater am Gänsemarkt in Hamburg. Das Libretto stammt von Johann Philipp Praetorius. Das Singspiel, das Arien von Giuseppe Maria Orlandini, Giovanni Bononcini und C. von Wich enthält, wird anlässlich der Vermählung Herzogs Carl Friedrichs von Schleswig-Holstein mit Prinzessin Anna Petrowna aufgeführt.
- 13. Februar: Das Dramma per musica Rodelinda von Georg Friedrich Händel wird mit großem Erfolg von der Royal Academy of Music am King’s Theatre am Londoner Haymarket uraufgeführt. Das Libretto stammt von Nicola Francesco Haym nach einem von Antonio Salvi bearbeiteten Theaterstück von Pierre Corneille.
- 11. Mai: Das Pasticcio L’Elpidia, ovvero Li rivali generosi von Leonardo Vinci und Giuseppe Maria Orlandini, bearbeitet von Georg Friedrich Händel, nach einem Libretto von Apostolo Zeno, wird am King’s Theatre in London uraufgeführt. Bei der Uraufführung der Royal Academy of Music singen unter anderem Senesino, Giuseppe Maria Boschi und Francesca Cuzzoni.Georg Friedrich Händel – Rodelinda – Ouverture Klavierauszug – John Walsh 1760

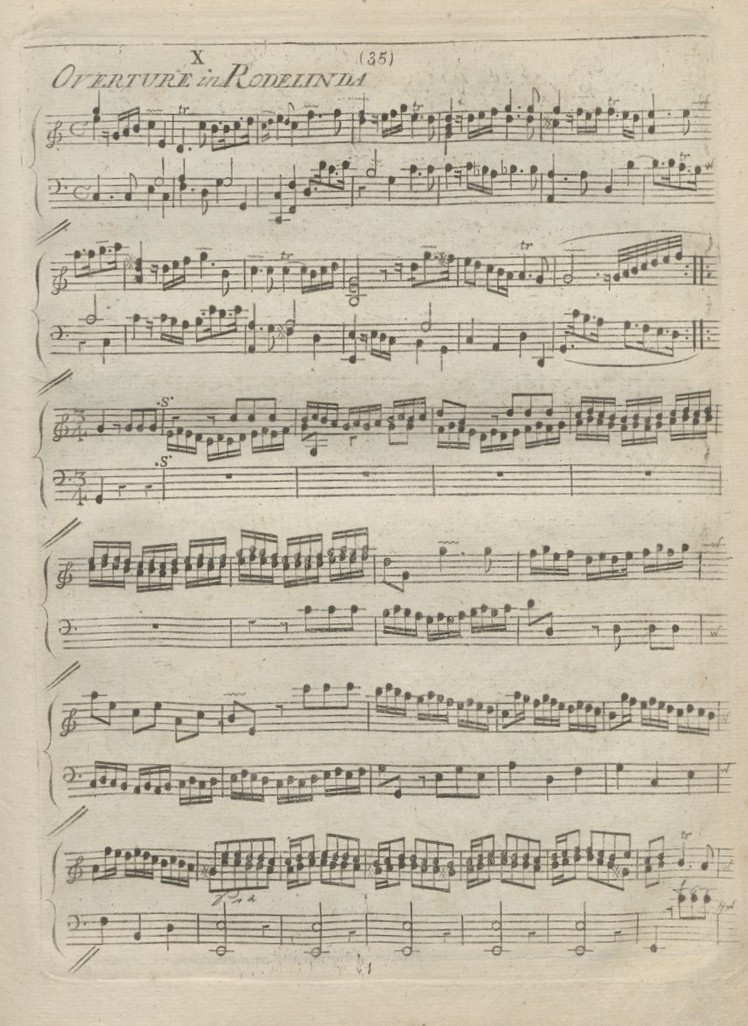
Georg Friedrich Händel – Rodelinda – Ouverture Klavierauszug – John Walsh 1760

- 20. Juni: Das scherzhafte Singspiel in fünf Akten Der Hamburger Jahrmarkt oder Der glückliche Betrug von Reinhard Keiser auf das Libretto von Johann Philipp Praetorius wird uraufgeführt.
- 28. August: Die Uraufführung der Oper Semiramide in Ascalona von Antonio Caldara mit dem Libretto von Apostolo Zeno findet in Wien statt.
- 27. September: Das musikalische Lustspiel Pimpinone oder Die ungleiche Heirat von Georg Philipp Telemann wird gleichzeitig mit einer deutschen Bearbeitung von Händels Tamerlano am Theater am Gänsemarkt in Hamburg uraufgeführt. Das Libretto stammt von Johann Philipp Praetorius nach einer Vorlage von Pietro Pariati. Das Werk weckt Begeisterung beim Publikum und wird Telemanns größter Bühnenerfolg.
- 22. Oktober: Uraufführung des Singspiels in fünf Akten mit Prolog Die Hamburger Schlacht-Zeit, oder Der mißgelungene Betrug von Reinhard Keiser auf das Libretto von Johann Philipp Praetorius am Theater am Gänsemarkt in Hamburg. Die Oper wird nach einmaliger Aufführung von der Behörde verboten.
- 04. November: Die Uraufführung der Oper Il Venceslao von Antonio Caldara mit dem Libretto von Apostolo Zeno findet am Hoftheater in Wien statt.
- 26. Dezember: Nicola Porporas Oper Siface mit dem Libretto von Pietro Metastasio wird am gleichen Abend am Teatro Regio Ducale in Mailand und am Teatro San Giovanni Crisostomo in Venedig uraufgeführt.
- Jacques Aubert – La Reine des Péris (Libretto von Fuzelier; Uraufführung in Paris)
- Benedetto Marcello
  - Le nozze di Giove e Giunone (Serenata; Uraufführung in Wien unter dem Titel Nasce per viver zum Namenstag von Karl VI.)
  - Calisto in orsa (Pastorale, Uraufführung voraussichtlich 1725)
- Nicola Antonio Porpora
  - Siface (Libretto von Pietro Metastasio; Uraufführung in Mailand und Venedig)
  - Didone abbandonata (Libretto von Pietro Metastasio; Uraufführung in Reggio nell’Emilia)
- Antonio Vivaldi
  - L’inganno trionfante in amore (RV 721, komponiert spätestens 1725)
  - Didone abbandonata (Pasticcio, RV Anh. 118)
  - L’innocenza giustificata (Pasticcio, RV Anh. 120)[1]

##### Oratorium
- Johann Sebastian Bach – Oster-Oratorium (BWV 249)[2]
- Francesco Feo – Per i Defunti
- Johann Mattheson – Das gottseelige Geheimniß (Libretto von Neumeister; Uraufführung in Hamburg)
- Georg Philipp Telemann – Jesu, deine tiefen Wunden (TWV 5:10)

### Instrumentalmusik

#### Orchestermusik
- Willem de Fesch – op. 5: Concerti und Concerti grossi (Le Cène/Amsterdam 1725)
- Antonio Vivaldi
  - op. 8: Il cimento dell’armonia e dell’inventione, 12 Violinkonzerte, darunter: Die vier Jahreszeiten
  - diverse Konzerte, deren genaue Entstehungszeit nicht bekannt ist[1]

#### Kammermusik
- Giuseppe Matteo Alberti – 12 Sinfonie a quattro op. 2 (Le Cène, Amsterdam 1725)
- Willem de Fesch – op. 4: 6 Sonate für Violine und Basso continuo (B. c.), 6 Sonate für 2 Violoncelli (1725; publiziert im Selbstverlag Amsterdam 1726)
- Georg Friedrich Händel
  - Flötensonate g-Moll (HWV 360, komponiert 1725–1726)
  - Flötensonate F-Dur (HWV 369, komponiert 1725–1726)[3]
- Marin Marais – Pièces de viole, 5. Buch (1725; Stücke für Gambe solo und b.c.)

### Tastenmusik

#### Cembalo u.ä.
- Johann Sebastian Bach – Zweites Notenbüchlein für Anna Magdalena Bach, 1725, darin u. a. Frühfassungen der Partiten III a-Moll (BWV 827) und VI e-Moll (BWV 830), der Aria zu den späteren Goldbergvariationen (BWV 988), der Französischen Suiten Nr. 1 und 2 (BWV 812 & 813), und diverse Einzelstücke, Arien und Choräle; außerdem Einzelstücke von Carl Philipp Emanuel Bach, François Couperin u. a.

#### Orgel
- Johann Sebastian Bach – genaue Entstehungszeit der meisten Orgelwerke ist nicht bekannt.[2]

### Vokalmusik

#### Geistlich
- Johann Sebastian Bach – zahlreiche Kantaten:
  - Kantate Wie schön leuchtet der Morgenstern (BWV 1)
  - Kantate Ach Gott, wie manches Herzeleid (BWV 3)
  - Kantate Bleib bei uns, denn es will Abend werden (BWV 6)
  - Kantate Gottlob! nun geht das Jahr zu Ende (BWV 28)
  - Kantate Schwingt freudig euch empor (BWV 36c)
  - Kantate Jesu, nun sei gepreiset (BWV 41)
  - Kantate Am Abend aber desselbigen Sabbats (BWV 42)
  - Kantate Selig ist der Mann (BWV 57)
  - Kantate Also hat Gott die Welt geliebt (BWV 68)
  - Kantate Wer mich liebet, der wird mein Wort halten (BWV 74)
  - Kantate Gott, der Herr, ist Sonn und Schild (BWV 79)
  - Kantate Ich bin ein guter Hirt (BWV 85)
  - Kantate Bisher habt ihr nichts gebeten in meinem Namen (BWV 87)
  - Kantate Ich hab in Gottes Herz und Sinn (BWV 92)
  - Kantate Ihr werdet weinen und heulen (BWV 103)
  - Kantate Es ist euch gut, dass ich hingehe (BWV 108)
  - Kantate Unser Mund sei voll Lachens (BWV 110)
  - Kantate Was mein Gott will, das g'scheh allzeit (BWV 111)
  - Kantate Liebster Immanuel, Herzog der Frommen (BWV 123)
  - Kantate Meinem Jesum lass ich nicht (BWV 124)
  - Kantate Mit Fried und Freud ich fahr dahin (BWV 125)
  - Kantate Erhalt uns, Herr, bei deinem Wort (BWV 126)
  - Kantate Herr Jesu Christ, wahr' Mensch und Gott (BWV 127)
  - Kantate Auf Christi Himmelfahrt allein (BWV 128)
  - Kantate Lobe den Herren, den mächtigen König der Ehren (BWV 137)
  - Kantate Süßer Trost, mein Jesus kömmt (BWV 151)
  - Kantate Ihr, die ihr euch von Christo nennet (BWV 164)
  - Kantate Tue Rechnung! Donnerwort (BWV 168)
  - Kantate Er rufet seinen Schafen mit Namen (BWV 175)
  - Kantate Es ist ein trotzig und verzagt Ding (BWV 176)
  - Kantate Sie werden euch in den Bann tun (BWV 183)
  - Kantate Zerreißet, zersprenget, zertrümmert die Gruft (BWV 205)
  - Kantate Entfliehet, verschwindet, entweichet, ihr Sorgen (BWV 249a)
  - Kantate Gesegnet ist die Zuversicht (BWV Anhang 1)
  - Kantate Wünschet Jerusalem Glück (BWV Anhang 4)
  - Kantate Sein Segen fließt daher wie ein Strom (BWV Anhang 14)
- Benedetto Marcello – Estro poetico-armonico: parafrasi sopra li primi (e secondi) venticinque salmi (8 Bände, Venedig 1724–1726)
- Georg Philipp Telemann – Harmonischer Gottes-Dienst, 72 Kirchen-Kantaten für Singstimme, Soloinstrument und basso continuo (veröffentlicht 1725/1726)
- Antonio Vivaldi: diverse Motetten u. a. (genaue Entstehungszeit meistens nicht bekannt)[1]

#### Weltlich
- Johann Sebastian Bach
  - Kantate Steigt freudig in die Luft (BWV 36a)
  - Kantate O ewiges Feuer, o Ursprung der Liebe (BWV 34a, komponiert 1725/1726)
  - Arie Himmel reiße, Welt erhebe (BWV 245a)
  - Arie Zerschmettert mich (BWV 245b)
  - Arie Ach, windet euch nicht so (BWV 245c)

### Lehrwerke
- Johann Joseph Fux – Gradus ad Parnassum (Lehrbuch über die Grundlagen des Kontrapunkts, deutsche Übersetzung 1742 von Lorenz Christoph Mizler).
- Johann Mattheson – Critica musica (Hamburg 1722–1725)

### Instrumentenbau
- Zacharias Hildebrandt stellt die Orgel in der Evangelischen Kirche in Liebertwolkwitz fertig.
- Gottfried Silbermann vollendet die Orgel in der Stadtkirche St. Petri und Pauli in Reichenbach im Vogtland, die er 1723 begonnen hatte.
- In der Werkstatt von Antonio Stradivari werden die Violinen Brancaccio, Chaconne, Wilhelmj und Tartini (ca. 1720 bis 1725) sowie die Violoncelli Chevillard, „Gallay, Vaslin, La Belle Blonde“ und Baudiot gefertigt.

## Geboren

### Geburtsdatum gesichert
- 16. März: Ludwig Heinrich Bachofen von Echt, dänischer Diplomat, Dichter geistlicher Lieder sowie Freimaurer († 1792)
- 25. März: Gaetano Besozzi, italienischer Oboist und Komponist († 1795)
- 20. April: Johann Friedrich Klöffler, deutscher Komponist († 1790)
- 17. Juni: Joseph Anton Bauer, deutscher Musiker und Komponist († 1808)
- 24. Juli: John Newton, englischer Verfasser geistlicher Lieder († 1807)
- 15. August: Ferdinando Bertoni, italienischer Organist, Kapellmeister und Komponist († 1813)
- 08. November: Johann George Tromlitz, deutscher Flötist, Flötenbauer und Komponist († 1805)
- 25. Dezember: Esteban Salas y Castro, kubanischer Komponist und Kirchenmusiker († 1803)

### Genaues Geburtsdatum unbekannt
- Benedikt Kraus, österreichischer Komponist († vor 1813)
- Antonio Lolli, italienischer Violinist und Komponist († 1802)

## Gestorben

### Todesdatum gesichert

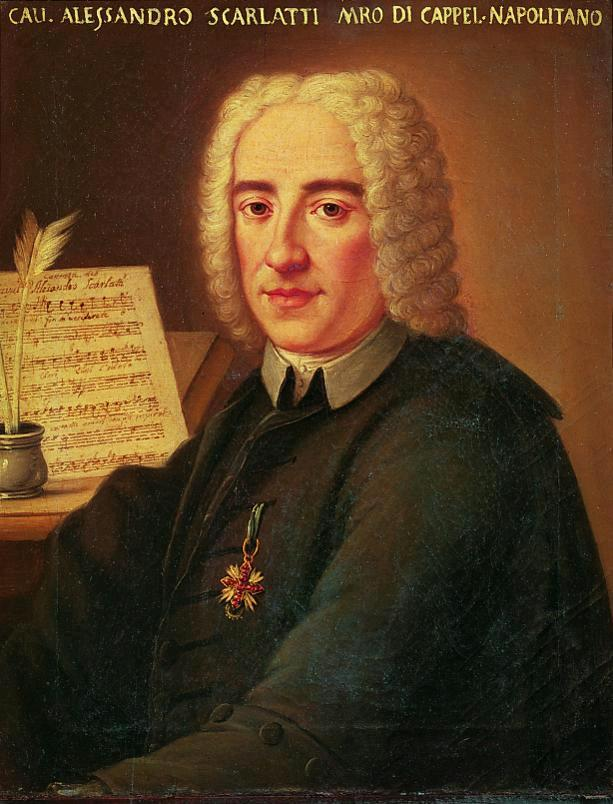
Alessandro Scarlatti; † 24. Oktober

- 26. Januar: Silvio Stampiglia, italienischer Dichter und Librettist, kaiserlicher Hofdichter (* 1664)
- 06. Februar: Johann Philipp Krieger, deutscher Komponist, Organist und Kapellmeister (* 1649)
- 14. Februar: Ferdinand Fischer, österreichischer Lautenspieler, Komponist, Musikarchivar und Geistlicher (* 1652)
- 12. Juni: Mathias Öttl, deutsch-österreichischer Komponist und Chorregent (* 1675)
- 14. September: Ortensio Mauro, italienischer Schriftsteller und Librettist (* 1634)
- 24. September: Pierre Chédeville, französischer Musette-Virtuose (* 1694)
- 24. Oktober: Alessandro Scarlatti, italienischer Komponist (* 1660)

### Genaues Todesdatum unbekannt
- Arnold Matthias Brunckhorst, deutscher Komponist und Organist der norddeutschen Orgelschule (* um 1670)
- Mathieu Lanes, französischer Komponist, Organist und Cembalist (* 1660)
- Christian Ludewig Meyer, deutscher Glocken- und Geschützgießer (* vor 1662)
- Carl Rosier, flämischer Komponist und Violinist (* 1640)